# 梅代村
梅代村（うめしろむら）は、愛知県中島郡にかつてあった村。
現在の稲沢市の一部（梅須賀町・千代など）に該当する。自治体としては、約2年半で消滅した。

## 歴史
- 1889年（明治22年）10月1日 - 千代村と梅須賀村が合併し、梅代村が発足。
- 1902年（明治35年）4月25日 - 分割され、消滅。
  - 旧・梅須賀村の地域は、大塚村、五郷村と合併し、大江村が発足。
  - 旧・千代村の地域は、豊田村に編入される。